# Élections régionales italiennes de 2024
Les élections régionales italiennes de 2024 se dérouleront durant l'année 2024 et permettent le renouvellement des conseils régionaux et de leurs présidents dans 7 régions.

## Résultats
| Région         | Élection       | Président sortant | Parti | Parti  | Coal. | Coal. | Président élu      | Parti | Parti | Coal. | Coal. |
| -------------- | -------------- | ----------------- | ----- | ------ | ----- | ----- | ------------------ | ----- | ----- | ----- | ----- |
| Sardaigne      | 25 février     | Christian Solinas |       | PSd'Az |       | CDX   | Alessandra Todde   |       | M5S   |       | CSX   |
| Abruzzes       | 10 mars        | Marco Marsilio    |       | FdI    |       | CDX   | Marco Marsilio     |       | FdI   |       | CDX   |
| Basilicate     | 21-22 avril    | Vito Bardi        |       | FI     |       | CDX   | Vito Bardi         |       | FI    |       | CDX   |
| Piémont        | 8-9 juin       | Alberto Cirio     |       | FI     |       | CDX   | Alberto Cirio      |       | FI    |       | CDX   |
| Ligurie        | 27-28 octobre  | Giovanni Toti     |       | NM     |       | CDX   | Marco Bucci        |       | Ind.  |       | CDX   |
| Émilie-Romagne | 17-18 novembre | Stefano Bonaccini |       | PD     |       | CSX   | Michele De Pascale |       | PD    |       | CSX   |
| Ombrie         | 17-18 novembre | Donatella Tesei   |       | LN     |       | CDX   | Stefania Proietti  |       | Ind.  |       | CSX   |